# Gérard Simonian
Pour les articles homonymes, voir Simonian.
Gérard Simonian, né le 1er mai 1934 à Saint-Maurice-de-Beynost dans l'Ain et mort le 6 mai 2003 à Saint-Étienne dans la Loire, était un journaliste sportif français spécialisé dans le football. Diplômé de l’École supérieure de journalisme de Paris en 1957, il a dirigé la rédaction sportive du journal La Tribune Le Progrès à Saint-Étienne durant 25 ans de 1967 à 1991.

## Formation
Gérard Simonian fut élève au lycée du Parc à Lyon en série mathématiques de 1952 à 1955. Il s’oriente ensuite vers des études de journalisme à Paris de 1955 à 1957 : il obtient le 30 avril 1957 le diplôme de l’École supérieure de journalisme de Paris section de l'École des hautes études sociales fondée en 1899.

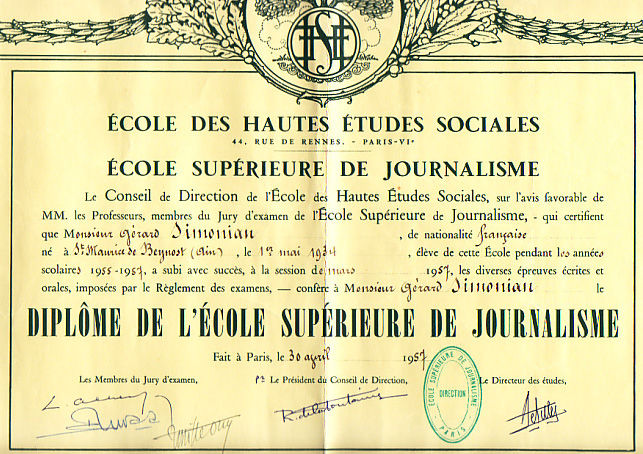
Diplôme de l'ESJ Paris 1957 de Gérard Simonian
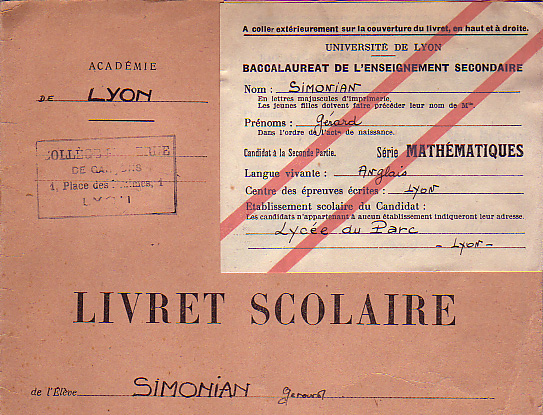
Livret scolaire du lycée du Parc à Lyon de Gérard Simonian
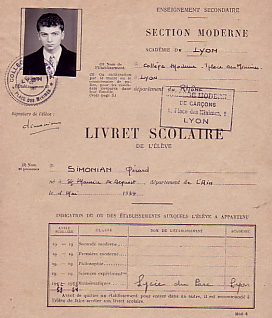
Livret scolaire du lycée du Parc à Lyon de Gérard Simonian

## Carrière
Journaliste de presse écrite, Gérard Simonian a accompli une carrière entièrement consacrée au quotidien régional La Tribune Le Progrès durant 32 ans de 1960 à 1991.
Grand reporter de 1960 à 1991, Gérard Simonian fut chef des sports au journal La Tribune Le Progrès à Saint-Étienne (1967-91), auparavant il était journaliste sportif au journal La Tribune Le Progrès à Lyon (1960-67).

### Football
Envoyé spécial du quotidien régional La Tribune Le Progrès, Gérard Simonian a suivi l'Équipe de France de football durant la Coupe du monde de football de 1978 en Argentine, la Coupe du monde de football de 1982 en Espagne, l'Euro 1984 en France et la Coupe du monde de football de 1986 au Mexique, ainsi que les exploits de l'Olympique lyonnais en Coupe de France de football dans les années 1960 et l'épopée européenne de l'Association sportive de Saint-Étienne dans les années 1970.
Plume particulièrement experte en football, Gérard Simonian a couvert une cinquantaine de matches de l'équipe de France ainsi qu'une cinquantaine de rencontres européennes de l'ASSE et au total plus d'un millier de performances de l'OL et de l'ASSE au cours de 32 années de carrière au journal La Tribune Le Progrès.

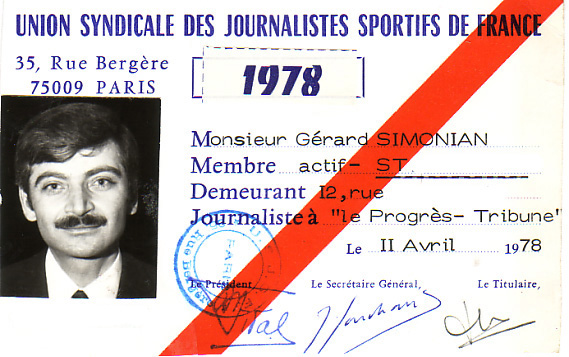
Carte de l'USJSF 1978 de Gérard Simonian
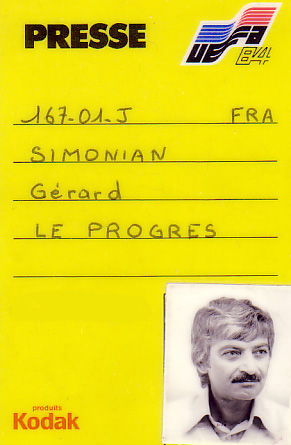
Carte de presse de l'Euro 1984 de Gérard Simonian
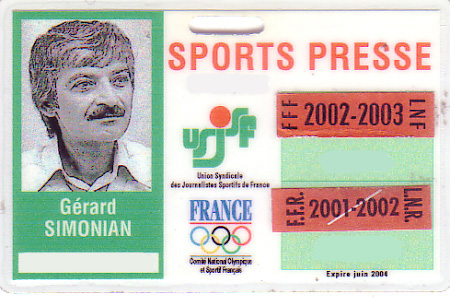
Carte de presse sports 2003 de Gérard Simonian

### Sports d'hiver
Gérard Simonian a aussi couvert les Jeux olympiques d'hiver de 1968 qui ont eu lieu à Grenoble en France.

## Hommages

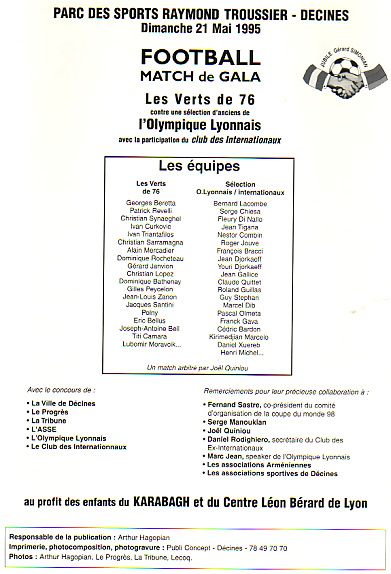
Plaquette du jubilé de Gérard Simonian

- Le 10 janvier 1992, La municipalité de la ville de Saint-Étienne a remis la médaille d'or de la ville à Gérard Simonian[2].
- Le 21 mai 1995, le « Jubilé Gérard Simonian » a été célébré dans la métropole de Lyon au parc des sports Raymond Troussier de Décines en présence de nombreuses personnalités du football français. Un match de gala a été organisé entre les Verts de 1976 et une sélection d'anciens de l'OL avec la participation du Club des Internationaux de Football. Gérard Simonian a reversé l’intégralité de la recette du jubilé au centre Léon-Bérard de Lyon en faveur de la lutte contre le cancer, et au profit d'associations d'aide aux enfants du Haut-Karabagh[3].
- Le 16 avril 2010, la salle de presse du centre d'entraînement de l'AS Saint-Étienne situé à  L'Étrat  près de Saint-Étienne a été baptisée Espace presse Gérard-Simonian[4].
- Dans son ouvrage Un Printemps 76 paru le 13 janvier 2016, Vincent Duluc rend hommage à Gérard Simonian (il rappelle d'ailleurs son surnom "Sim" ou "Le Sim")[5] :

« J'ai grandi en le lisant, j'ai commencé dans le métier en écrivant avec lui, en suivant à l'occasion son sillage »

- Dans son ouvrage  Éloge des coiffeurs paru le 25 avril 2018, Vincent Duluc rend hommage à Gérard Simonian qui en tant que grand reporter a suivi l’Équipe de France de football dans les années 1970 et les années 1980[6] :

« Un grand ancien de la maison, Gérard Simonian, suivait l’équipe de France au plus près, et je le rejoignais parfois »

## Vie privée

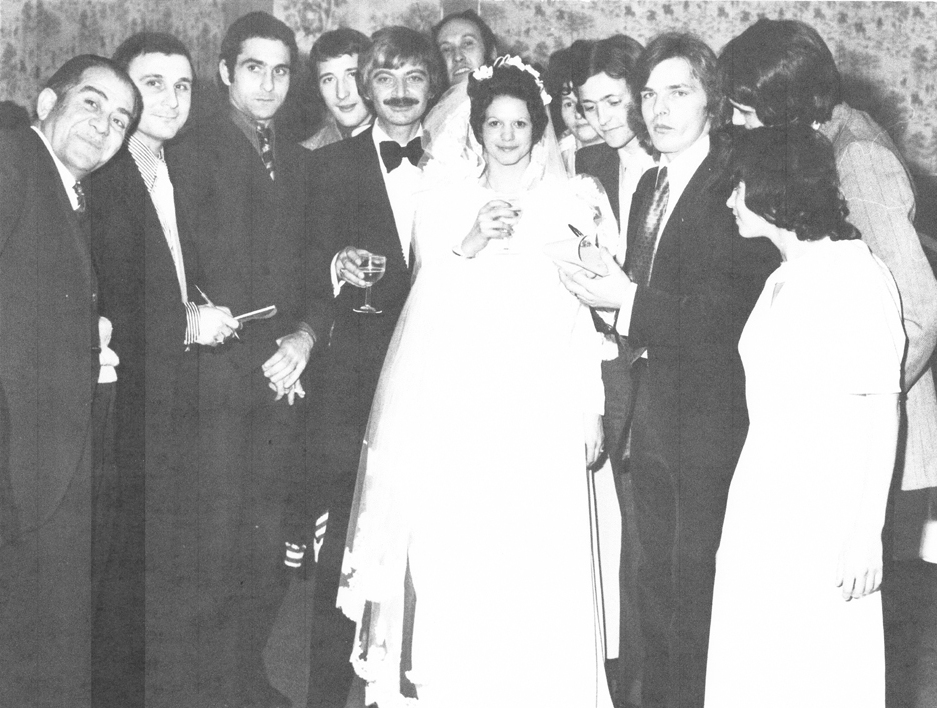
Le mariage de Gérard Simonian en janvier 1973.

Gérard Simonian est né en 1934 à Saint-Maurice-de-Beynost dans l'Ain dans une famille de trois enfants où il fut l'aîné de ses deux sœurs. Ses parents nés en 1906 et en 1912, d'origine arménienne de la région de l'Anatolie du sud-est, étaient tous deux de nationalité française.
Le 25 janvier 1973, Gérard Simonian s’est marié à la mairie de Saint-Maurice-de-Beynost avec une stéphanoise Gisèle Basson née en 1952. Le mariage religieux s’est déroulé à Lyon. Parmi l’assistance, on notait la présence de nombreux confrères journalistes. Deux footballeurs internationaux français de l’Olympique lyonnais, Fleury Di Nallo et Jean Baeza furent les témoins des mariés.
Gérard Simonian et Gisèle Basson ont eu un fils unique Bruno Simonian-Basson, né le 6 septembre 1973 à la clinique Eyraud maternité du Rond-Point à Saint-Étienne. Gérard Simonian a donné le second prénom d'Angel à son fils Bruno en hommage à l'amitié qui le liait à Ángel Rambert, joueur de l’OL et de l'équipe de France des années 1960.
Par la suite, Gérard Simonian et Gisèle Basson ont divorcé et sont restés tous deux non remariés.